# Ruud Lubbers
Rudolphus Franciscus Marie „Ruud” Lubbers (ur. 7 maja 1939 w Rotterdamie, zm. 14 lutego 2018 tamże) – holenderski polityk i ekonomista, parlamentarzysta i minister, od 1982 do 1994 lider Apelu Chrześcijańsko-Demokratycznego (CDA) oraz premier Holandii, w latach 2001–2005 wysoki komisarz Narodów Zjednoczonych do spraw uchodźców (UNHCR).

## Życiorys
W 1962 ukończył ekonomię na Uniwersytecie Erazma w Rotterdamie, był studentem pierwszego laureata Nagrody Nobla w dziedzinie ekonomii Jana Tinbergena. W latach 1962–1963 odbywał służbę wojskową w Królewskich Holenderskich Siłach Powietrznych. W 1964 wstąpił do Katolickiej Partii Ludowej, z którą w 1980 dołączył do Apelu Chrześcijańsko-Demokratycznego. Od 1963 pracował w rodzinnym przedsiębiorstwie przemysłowym w Krimpen aan den IJssel, którym zarządzał od 1965. Pod koniec lat 60. kierował organizacją zrzeszającą młodych chrześcijańskich pracodawców, później stał na czele zrzeszenia katolickich pracodawców branży metalurgicznej. Był członkiem rady dyrektorów organizacji pracodawców VNO-NCW.
Od 11 maja 1973 do 19 grudnia 1977 sprawował urząd ministra spraw gospodarczych w rządzie Joopa den Uyla. W wyborach między 1977 a 1989 wybierany na posła do Tweede Kamer. W 1978 został przewodniczącym frakcji poselskiej swojego ugrupowania, zastąpił Willema Aantjesa, który zrezygnował po zarzuceniu mu służby w SS. W 1982, wkrótce po wygranych przez CDA wyborach, lider tej partii i urzędujący premier Dries van Agt, złożył rezygnację. Ruud Lubbers został wówczas nowym liderem Apelu Chrześcijańsko-Demokratycznego, którym kierował do 1994. 4 listopada 1982 objął urząd premiera. Utrzymywał to stanowisko po kolejnych wyborach w 1986 i 1989, zajmując je do 22 sierpnia 1994, kiedy to nie ubiegał się o reelekcję w wyborach.
Do 2001 był wykładowcą na Uniwersytecie w Tilburgu, a także profesorem wizytującym w John F. Kennedy School of Government w ramach Uniwersytetu Harvarda. Od listopada 1999 do stycznia 2001 był prezesem World Wide Fund for Nature. Zaangażował się również w działalność m.in. Klubu Rzymskiego. Był też kandydatem na sekretarza generalnego NATO, jego kandydaturę zablokowały Stany Zjednoczone.
1 stycznia 2005 objął urząd wysokiego komisarza Narodów Zjednoczonych do spraw uchodźców. W maju 2004 jedna z pracownic UNHCR złożyła na niego skargę, zarzucając mu molestowanie seksualne. Zarzuty te nie zostały udowodnione, jednak Biuro Nadzoru Wewnętrznego OIOS skrytykowało jego niektóre zachowania. W lutym 2005, po ujawnieniu raportu OIOS przez „The Independent”, Ruud Lubbers zdecydował się zrezygnować ze stanowiska.
Powrócił następnie do działalności społecznej, m.in. jako przewodniczący rady instytutu badawczego Energieonderzoek Centrum Nederland. Jako informateur prowadził rozmowy koalicyjne po wyborach parlamentarnych w 2006 i 2010.
Odznaczony m.in. Orderem Lwa Niderlandzkiego III i I klasy. Otrzymał kilka doktoratów honoris causa nadanych przez uniwersytety w Holandii, Stanach Zjednoczonych i Portugalii.